# Punti Payong
Punti Payong is een bestuurslaag in het regentschap Aceh Timur van de provincie Atjeh, Indonesië. Punti Payong telt 971 inwoners (volkstelling 2010).